# Lotta greco-romana ai Giochi della XVIII Olimpiade - Pesi medi
La competizione della categoria pesi medi (fino a 87 kg) di lotta greco-romana dei Giochi della XVIII Olimpiade si è svolta dal 16 al 19 ottobre 1964 alla Arena Nippon Budokan a Tokyo.

## Formato
Ad ogni incontro venivano assegnate le seguenti penalità:
- 0 = Al vincitore per schienata
- 1 = Al vincitore ai punti
- 2 = In caso di pareggio
- 3 = Allo sconfitto ai punti
- 4 = Allo sconfitto per schienata

Con sei penalità o più il lottatore veniva eliminato.

## Risultati
| Legenda                                  | Legenda |
| ---------------------------------------- | ------- |
| Lottatore con 6 penalità o più Eliminato |         |

### 1º Turno
Si è disputato il 16 ottobre
| Vincitore       | Pen. | Risultato  | Sconfitto          | Pen. |
| --------------- | ---- | ---------- | ------------------ | ---- |
| Valentin Olenik | 2    | = Parità = | Gheorghe Popovici  | 2    |
| Lothar Metz     | 1    | Ai Punti   | Czesław Kwieciński | 3    |
| Stig Persson    | 1    | Ai Punti   | Raymond Schummer   | 3    |
| Jiří Kormaník   | 0    | Schienata  | Kenjiro Hiraki     | 4    |
| Yavuz Selekman  | 1    | Ai Punti   | Istvan Raskovy     | 3    |
| Max Kobelt      | 0    | Schienata  | Fernando García    | 4    |
| Krali Bimbalov  | 0    | Schienata  | Lee Gi-Yeol        | 4    |
| Pentti Punkari  | 1    | Ai Punti   | Julio Graffigna    | 3    |
| Branislav Simić | 1    | Ai Punti   | Géza Hollósi       | 3    |
| Wayne Baughman  | 1    | Ai Punti   | Ganpat Andhalkar   | 3    |

### 2º Turno
Si è disputato il 17 ottobre
| Vincitore       | Pen. | Risultato  | Sconfitto          | Pen. |
| --------------- | ---- | ---------- | ------------------ | ---- |
| Kenjiro Hiraki  | 5    | Ai Punti   | Raymond Schummer   | 6    |
| Istvan Raskovy  | 3    | Schienata  | Fernando García    | 8    |
| Lothar Metz     | 2    | Ai Punti   | Gheorghe Popovici  | 5    |
| Krali Bimbalov  | 1    | Ai Punti   | Pentti Punkari     | 4    |
| Yavuz Selekman  | 2    | Ai Punti   | Max Kobelt         | 3    |
| Valentin Olenik | 3    | Ai Punti   | Czesław Kwieciński | 6    |
| Géza Hollósi    | 3    | Schienata  | Lee Gi-Yeol        | 8    |
| Branislav Simić | 1    | Schienata  | Julio Graffigna    | 7    |
| Jiří Kormaník   | 2    | = Parità = | Stig Persson       | 3    |
| Wayne Baughman  | 1    | Esentato   |                    |      |
|                 |      | Ritirato   | Ganpat Andhalkar   | -    |

### 3º Turno
Si è disputato il 18 ottobre
| Vincitore         | Pen. | Risultato  | Sconfitto      | Pen. |
| ----------------- | ---- | ---------- | -------------- | ---- |
| Valentin Olenik   | 4    | Ai Punti   | Lothar Metz    | 5    |
| Stig Persson      | 5    | = Parità = | Kenjiro Hiraki | 7    |
| Jiří Kormaník     | 3    | Ai Punti   | Istvan Raskovy | 6    |
| Yavuz Selekman    | 4    | = Parità = | Krali Bimbalov | 3    |
| Géza Hollósi      | 3    | Schienata  | Max Kobelt     | 7    |
| Branislav Simić   | 2    | Ai Punti   | Pentti Punkari | 7    |
| Gheorghe Popovici | 6    | Ai Punti   | Wayne Baughman | 4    |

### 4º Turno
Si è disputato il 19 ottobre
| Vincitore       | Pen. | Risultato  | Sconfitto      | Pen. |
| --------------- | ---- | ---------- | -------------- | ---- |
| Valentin Olenik | 5    | Ai Punti   | Wayne Baughman | 7    |
| Lothar Metz     | 5    | Schienata  | Stig Persson   | 9    |
| Jiří Kormaník   | 4    | Ai Punti   | Yavuz Selekman | 7    |
| Géza Hollósi    | 5    | = Parità = | Krali Bimbalov | 5    |
| Branislav Simić | 2    | Esentato   |                |      |

### 5º Turno
Si è disputato il 19 ottobre
| Vincitore       | Pen. | Risultato  | Sconfitto       | Pen. |
| --------------- | ---- | ---------- | --------------- | ---- |
| Branislav Simić | 2    | = Parità = | Valentin Olenik | 8    |
| Lothar Metz     | 6    | Ai Punti   | Krali Bimbalov  | 8    |
| Jiří Kormaník   | 6    | = Parità = | Géza Hollósi    | 7    |

### 2º e 3º posto
Si è disputato il 19 ottobre
| Vincitore     | Pen. | Risultato | Sconfitto   | Pen. |
| ------------- | ---- | --------- | ----------- | ---- |
| Jiří Kormaník |      | Ai Punti  | Lothar Metz |      |

## Classifica finale
| Pos.    | Atleta             | Nazione          |
| ------- | ------------------ | ---------------- |
| Oro     | Branislav Simić    | Jugoslavia       |
| Argento | Jiří Kormaník      | Cecoslovacchia   |
| Bronzo  | Lothar Metz        | Germania         |
| 4       | Géza Hollósi       | Ungheria         |
| 4       | Valentin Olenik    | Unione Sovietica |
| 6       | Krali Bimbalov     | Bulgaria         |
| 7       | Yavuz Selekman     | Turchia          |
| 7       | Wayne Baughman     | Stati Uniti      |
| 9       | Stig Persson       | Svezia           |
| 10      | Gheorghe Popovici  | Romania          |
| 10      | Istvan Raskovy     | Australia        |
| 12      | Pentti Punkari     | Finlandia        |
| 12      | Kenjiro Hiraki     | Giappone         |
| 12      | Max Kobelt         | Svizzera         |
| 15      | Raymond Schummer   | Lussemburgo      |
| 15      | Czesław Kwieciński | Polonia          |
| 17      | Julio Graffigna    | Argentina        |
| 18      | Lee Gi-Yeol        | Corea del Sud    |
| 18      | Fernando García    | Filippine        |
| 20      | Ganpat Andhalkar   | India            |